# Superficie proiettiva
In geometria descrittiva una superficie proiettiva è l'unione delle rette appartenenti ad un fascio (proprio o improprio), la cui intersezione con un piano fissato è una curva. Questa curva è una sezione della superficie proiettiva e il suo vertice è il punto (proprio o improprio) che determina il fascio. Le superfici laterali di piramidi e coni giacciono su una superficie proiettiva avente come vertice il vertice del solido stesso; le superfici laterali di cilindri e prismi, invece, giacciono su una superficie proiettiva il cui vertice è un punto improprio determinato dalla direzione dell'asse del solido dato.